# Calea esposi
Calea esposi là một loài thực vật có hoa trong họ Cúc. Loài này được Maguire & Phelps mô tả khoa học đầu tiên năm 1952.